# Tony Armas, Jr.
Pour les articles homonymes, voir Armas.
Antonio José Armas, connu sous le nom de Tony Armas, Jr. (né le 29 avril 1978 à Puerto Píritu, Anzoátegui, Venezuela), est un lanceur de baseball qui joue dans les Ligues majeures de 1999 à 2008 pour les Expos de Montréal, les Nationals de Washington, les Pirates de Pittsburgh et les Mets de New York.
Il est le fils de l'ancien voltigeur étoile Tony Armas, qui joua dans les majeures de 1976 à 1989.

## Carrière
Tony Armas, Jr. a signé des contrats avec les Yankees de New York et les Red Sox de Boston sans jamais jouer pour ces équipes. En 1997, il est passé des Red Sox aux Expos de Montréal dans la transaction qui envoya le lanceur étoile Pedro Martinez à Boston.
Il a fait ses débuts dans les majeures avec Montréal en 1999 et remporté sa première victoire en 2000. Régulier dans la rotation de lanceurs partants des Expos par la suite, il a établi un sommet personnel de 12 victoires (contre 12 défaites) en 2002. En 2003, il est le lanceur partant du match d'ouverture de la saison, une victoire qu'il remporte sur les Braves à Atlanta.
En 2005, il est demeuré avec la franchise qui a déménagé à Washington pour devenir les Nationals.
Armas a été utilisé de façon sporadique comme partant et comme releveur par les Pirates de Pittsburgh (2007) et les Mets de New York (2008).